# Bahnhof Domnitz (Saalkr)

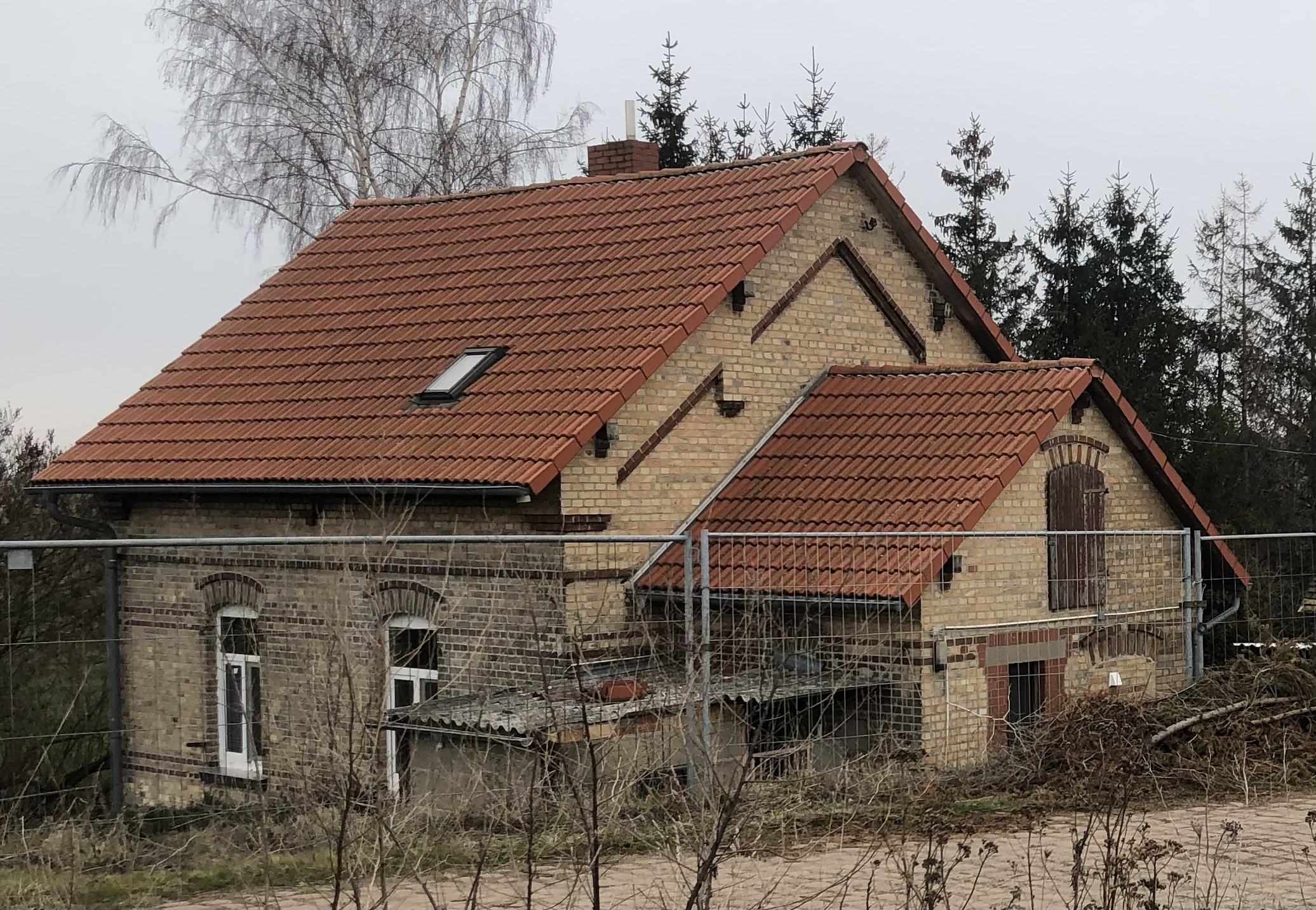
Ehemaliges Bahnwärterhaus Am Bahnhof 4 im Jahr 2023

Der Bahnhof Domnitz (Saalkr) ist ein ehemaliger Bahnhof und heutiger Haltepunkt an der eingleisigen Bahnstrecke Halle–Vienenburg. Die Bahnhofsanlage war denkmalgeschützt.

## Lage
Der Bahnhof befindet sich im Ortsteil Domnitz in der Stadt Wettin-Löbejün in Sachsen-Anhalt an der Adresse Am Bahnhof 1, nördlich der Ortslage von Domnitz. Zum Denkmalbereich gehörten bzw. gehören mehrere Gebäude und Einrichtungen der Bahn vorwiegend nördlich der Bahnstrecke. Dieser ist unter der Bezeichnung Am Bahnhof 3, 4, 5 eingetragen und zieht sich vom Bahnübergang Dalenaer Straße über etwa 450 Meter langgezogen beiderseits der Bahnstrecke nach Nordwesten. Durch den Denkmalbereich verläuft von Nordwesten nach Süden der Bach Plötze.

## Anlage und Geschichte
Der Bahnhof wurde im Jahr 1880 für den Personenverkehr eröffnet. 1901 wurde der Bahnhof auch für den Güterverkehr eingerichtet.
In der zweiten Hälfte des 20. Jahrhunderts umfasste der Bahnhof zwei Bahnhofsgleise. Ende des 20. Jahrhunderts wurde dem Bahnhof mit ungestört erhaltenem Bahnhofsgebäude, Bahnwärterhaus und Stellwerk ein Denkmalwert beigemessen. Am 9. Dezember 2000 wurden die beiden mechanischen Stellwerke, das Fahrdienstleiterstellwerk B2 und das Wärterstellwerk W1, außer Betrieb genommen. Anfang des 21. Jahrhunderts wurden einige der Gebäude abgerissen, so insbesondere das Empfangsgebäude, in dem das Stellwerk B2 lag. Das Stellwerk W1 am Bahnübergang war 2023 ebenfalls nicht mehr vorhanden. Nördlich der Eisenbahnstrecke stehen jedoch weiterhin einige Wohnzwecken dienende Gebäude, die einen Eisenbahnbezug haben.
Die modernen Anlagen mit Seitenbahnsteig des Haltepunkts befinden sich auf der Südseite der Strecke, etwa 300 m östlich des ehemaligen Empfangsgebäudes und damit näher am Ort. Weitere Gleisanlagen sind nicht mehr vorhanden.
Im Denkmalverzeichnis des Landes Sachsen-Anhalt war der Bahnhof unter der Erfassungsnummer 094 55093 als Denkmalbereich verzeichnet, die beiden Stellwerke wurden darüber hinaus gesondert unter 094 76876 als Baudenkmal geführt. Nach dem Abriss des Bahnhofsgebäudes und des Stellwerks war die Denkmaleigenschaft verloren gegangen, so dass der Denkmalbereich 2023 aus dem Denkmalverzeichnis ausgetragen wurde.